# Мусо
Мусо (итал. Musso) је насеље у Италији у округу Комо, региону Ломбардија.
Према процени из 2011. у насељу је живело 1009 становника. Насеље се налази на надморској висини од 259 м.

## Становништво
Према резултатима пописа становништва 2011. у општини је живело 1.019 становника.
| 1931. | 1936. | 1951. | 1961. | 1971. | 1981. | 1991. | 2001. | 2011. |
| ----- | ----- | ----- | ----- | ----- | ----- | ----- | ----- | ----- |
| 890   | 894   | 940   | 948   | 988   | 1.001 | 1.048 | 1.067 | 1.019 |